# 장일 (1207년)
장일(張鎰, 1207년 ~ 1276년 5월 3일(양력 6월 16일))은 고려의 문신이다. 초명(初名)은 민(敏)이며, 자(字)는 이지(弛之)이다.
창녕군(昌寧郡)의 향리(鄕吏) 출신으로 고종(高宗) 때 과거에 급제하였으나 곧 향리로 돌아와 15년을 머무르다 승평판관(昇平判官)으로 임명되었고, 다스림에 있어서 최고라는 평가를 받았다. 임기를 마친 뒤 다시 고향 창녕으로 돌아가서 은거하였는데, 안찰사(按察使) 왕해(王諧)의 천거를 받아 직사관(直史館)을 시작으로 여러 관직을 거쳐 전중시어사(殿中侍御史)에 올랐다.
원종(元宗) 초에 시랑(侍郞) 김지석(金祗錫)과 함께 번갈아서 전라(全羅)·충청(忠淸)·경상(慶尙) 3도(道)의 안찰사가 되었고, 이부낭중(吏部郞中)으로 옮겼다가 병부시랑(兵部侍郞)·예부시랑(禮部侍郞)·좌간의대부(左諫議大夫)를 역임하였다. 전라, 충청, 경상 삼도의 안찰사를 맡았을 때는 "위세가 무거움은 김지석에 미치지 못해도 결단성은 능가한다."라는 평가를 받았으며, 삼별초(三別抄)가 봉기하여 진도를 점거하였을 때는 장일이 남도(南道)의 민심을 얻었다 하여 경상도수로방호사(慶尙道水路防護使)로 임명해 경상도 지역의 민심을 진무하게 하였다.
《고려사》에는 장일이 여덟 차례 원(元)에 사신으로 파견되었다고 적고 있다.
판대부사(判大府事)로 병이 있어 물러나기를 요청하였으나 원종은 그가 장일은 나랏일에 종사하여 홀로 힘써 수고하였으며, 오히려 크게 쓸 수 있을 것이라며 특별히 첨서추밀원사 한림학사 찬성사(簽書樞密院事 翰林學士 贊成事)로 제수하였다. 이때 유천우(兪千遇)가 축하하는 시(詩)를 지었다고 한다. 
원종 14년(1273년)에 전라도지휘사(全羅道指揮使)가 되었으며, 이듬해에 동지추밀원사(同知樞密院事)로 옮겼다. 
충렬왕(忠烈王)이 즉위하자 지첨의부사 보문서대학사 수국사(知僉議府事 寶文署大學士 修國史)를 더하였다. 충렬왕 21년(1295년)에 세워진 《인각사보각국사비》에는 일연으로부터 법유(法乳)를 받은 경(卿)·사(士)·대부(大夫)의 이름으로써 지첨의사 보문서대학사(知僉議事 寶文署大學士) 장일(張鎰)의 이름이 기재되어 있다. 
관직에서 물러났다가 얼마 뒤에 사망하였다. 향년 70세. 시호(謚號)는 장간(章簡)이었다. 

## 평가
《고려사》는 성품이 온화하고 공손하며 정직하였고, 글을 잘 쓰고 행정의 재능[吏才]이 뛰어났다고 평하고 있다.